# Centro Europeo de Empresas e Innovación de Navarra
El Centro Europeo de Empresas e Innovación de Navarra, popularmente conocido por su acrónimo CEIN, es una empresa pública sin ánimo de lucro dependiente de la Vicepresidencia de Desarrollo Económico del Gobierno de Navarra. CEIN es un organismo homologado por la Comisión Europea encargado de promover y ayudar a los emprendedores en la creación de nuevas empresas, especialmente innovadoras, así como de apoyar a las empresas ya existentes en su crecimiento.
Actualmente está integrada en la Corporación Pública Empresarial de Navarra.

## Sedes
El Centro Europeo de Empresas e Innovación de Navarra tiene diversas sedes.

### Oficinas
En 2015 abrió una sede con oficinas en la Calle Leyre 20 de Pamplona.

### Vivero de innovación de Noáin-Pamplona
En la localidad navarra de Noain, perteneciente al valle de Elorz, en concreto, en la Plaza CEIN 5 del polígono industrial de Mocholí, se encuentra el vivero de innovación, junto a otras oficinas, salas multiusos y otros recursos.

### Vivero de innovación de Tudela
También dispone de otra sede en la Ciudad Agroalimentaria de Tudela, donde se encuentra el vivero de la innovación agroalimentaria.

### Vivero de innovación de Estella
Mediante un acuerdo de colaboración con el Ayuntamiento de Estella, se dispuso a partir de 2012 de una sede en esta localidad, aunque con diversas dificultades.

## Origen e historia
En 1984, la Dirección General de Política Regional de la Unión Europea (D. G. XVI) apoyó la creación de los llamados Centros Europeos de Empresa e Innovación (CEEI), o Business and Innovation Center (BIC); por entender que eran el modelo más eficaz para la creación y desarrollo de empresas innovadoras. Además del Centro Europeo de Empresas e Innovación de Navarra, surgen por aquella época otros centros repartidos por toda España como por ejemplo el Centro Europeo de Empresas e Innovación de Albacete o el Centro Europeo de Empresas e Innovación de Aragón. La principal misión de los CEEI es ofrecer apoyo individual y personalizado a los emprendedores y empresarios que deseen poner en marcha un proyecto innovador, así como asistir a las instituciones regionales en las medidas de apoyo a la PYMEs, el fomento del espíritu empresarial y la difusión de la innovación.
Fue en 1991 cuando el Centro Europeo de Empresas e Innovación de Navarra puso en marcha el primer vivero de innovación, siguiéndole en 2009 la Ciudad Agroalimentaria de Tudela y en 2012 la sede en Estella.
En el año 2006 gracias a la colaboración del Centro Europeo de Empresas e Innovación de Navarra, junto a la de la Facultad de Ciencias Económicas y Empresariales de la Universidad Pública de Navarra (UPNA) y de la Asociación de Jóvenes Empresarios (AJE), se creó el Laboratorio Universitario para la Creación de Empresas Innovadoras con el objetivo de fomentar el emprendimiento, la detección de proyectos y el lanzamiento de nuevas empresas por parte de estudiantes, recién egresados, investigadores y profesorado.
Además, también ha llegado a acuerdos con entidades de relevancia en la comunidad foral, como por ejemplo, la Asociación de la Industria Navarra (AIN).
Durante los años de existencia del Centro Europeo de Empresas e Innovación de Navarra ha surgido numerosas empresas a través de sus diversos programas de emprendimiento empresarial (Programa de aceleración Impulso Emprendedor, aceleradora agroalimentaria Orizont, etcétera).
Actualmente está integrada en la Corporación Pública Empresarial de Navarra y está adscrita al Departamento de Desarrollo Económico y Empresarial del Gobierno de Navarra (Anteriormente estaba adscrita al Departamento de Desarrollo Económico), junto con la Trabajos Catastrales (TRACASA) y el Sociedad de Desarrollo de Navarra (SODENA).

## Objetivos
El Centro Europeo de Empresas e Innovación de Navarra tiene como objeto el potenciar el desarrollo económico de la Comunidad Foral de Navarra mediante el estímulo del espíritu emprendedor y el apoyo a la creación de nuevas empresas.

## Formación, eventos y premios
El Centro Europeo de Empresas e Innovación de Navarra organiza cursos de formación y otra serie de proyectos y eventos relacionados con el emprendimiento y la creación de nuevas empresas.

### Cursos formativos
Los cursos sobre emprendimiento y aceleración en la creación de empresas más destacados del Centro Europeo de Empresas e Innovación de Navarra son los siguientes:
- Aceleradora. Pasos para crear tu empresa.[37]
- Habilidades que necesitas para vender hoy.[38]
- Competencias emprendedoras: tú haces más fuerte tu proyecto.[39]
- Aceleradora. Haz tus números.[40]
- CICLO. Aceleradora Empresarial.[41][42][43]

#### Premios "Iníciate"
Los “Premios Iníciate” surgen en 2015 impulsados por el Gobierno de Navarra  a través de la sociedad pública Centro Europeo de Empresas e Innovación de Navarra, con el objetivo de fomentar nuevos proyectos empresariales, reconocer la iniciativa emprendedora y la innovación e impulsar la detección de nuevas ideas de negocio científico-tecnológicas en Navarra.
Se establecen dos premios, destinados al desarrollo de la idea:
- Primer premio: 8.000 euros.
- Accésit: 4.000 euros.

Además, los proyectos premiados obtienen una estancia gratuita de seis meses en el Vivero de Innovación y la preselección del proyecto para participar en la correspondiente edición del programa de aceleración Impulso Emprendedor.

### Otros premios y eventos
Algunas de las empresas surgidas de CEIN, celebran sus eventos en dichas instalaciones. Un ejemplo de ellos son los Premios Navarra Deportiva, que otorga dicho medio de comunicación deportivo.
En Navarra, también se participa en otros premios de ámbito nacional a través del Centro Europeo de Empresas de Innovación de Navarra, como por ejemplo, son los Premios Emprendedor XXI.